# Erasme de Rotterdam
Erasme de Rotterdam (llatí: Desiderius Erasmus Roterodamus)  (Rotterdam, 28 d'octubre de 1466 - Basilea, 12 de juliol de 1536) va ser un filòsof, filòleg i teòleg neerlandès. Va ser autor d'importants obres en llatí i el creador del moviment humanista.

## Biografia

### Joventut
Era fill il·legítim d'un capellà catòlic de Gouda (Països Baixos) anomenat Gerard, i de Margaretha Rogers. Després de ser ordenat sacerdot (a partir de 1490), Erasme va estudiar a la Universitat de París, que es trobava en aquell moment vivint amb gran força el Renaixement de la cultura de Grècia i Roma. Possiblement, en aquesta etapa es troben els inicis del pensament humanista d'Erasme, que van convertir el jove en un pensador lliure i professor d'idees independents.

### Viatge a Anglaterra: docència i elsAdagia
Erasme va viatjar a Londres entre 1499 i 1500. El més important d'aquest viatge va ser l'oportunitat que va tenir d'escoltar John Colet fent una gran exposició sobre la vida de Pau de Tars a la Universitat d'Oxford. Un cop acabada, Erasme es va acostar a John Colet i va mantenir amb ell una llarga conversa sobre la manera d'efectuar una lectura veritablement humanista de la Bíblia, cosa que marcaria profundament la seva forma de pensar.
Erasme va començar a dictar una càtedra com a professor titular de teologia a la Universitat de Cambridge a Anglaterra, durant el govern del rei Enric VIII d'Anglaterra, on faria amistats que li durarien tota la vida: Thomas More, John Colet, i Thomas Linacre. Se li va oferir una feina vitalícia al Queen's College de la Universitat de Cambridge i és possible que, de desitjar-ho, hagués pogut passar la resta de la seva vida ensenyant ciències sagrades al bo i millor de la reialesa i la noblesa angleses. Tot i això, la seva naturalesa inquieta i viatgera i el seu esperit curiós, al costat d'un incontrolable rebuig a tot el que signifiqués rutina, el van fer declinar aquest càrrec i tots els que se li oferirien més endavant.
El 1500 va publicar a París la primera versió dels Adagia, titulada Collectanea Adagiorum, on recollia unes 800 entrades d'adagis llatins i grecs anotats. El 1508, després de l'estada a Itàlia, va ampliar la col·lecció (publicada com a Adagiorum chiliades, és a dir, "Milers de refranys") fins a més de 3.000 entrades. Moltes estan acompanyades de comentaris extensos, on reflexiona sobre aspectes morals i polítics. Fins a la mort d'Erasme, el 1536, es va continuar ampliant l'obra (la versió final té 4.151 entrades), reflectint les àmplies lectures dels clàssics per part d'Erasme.

### Viatge a Itàlia

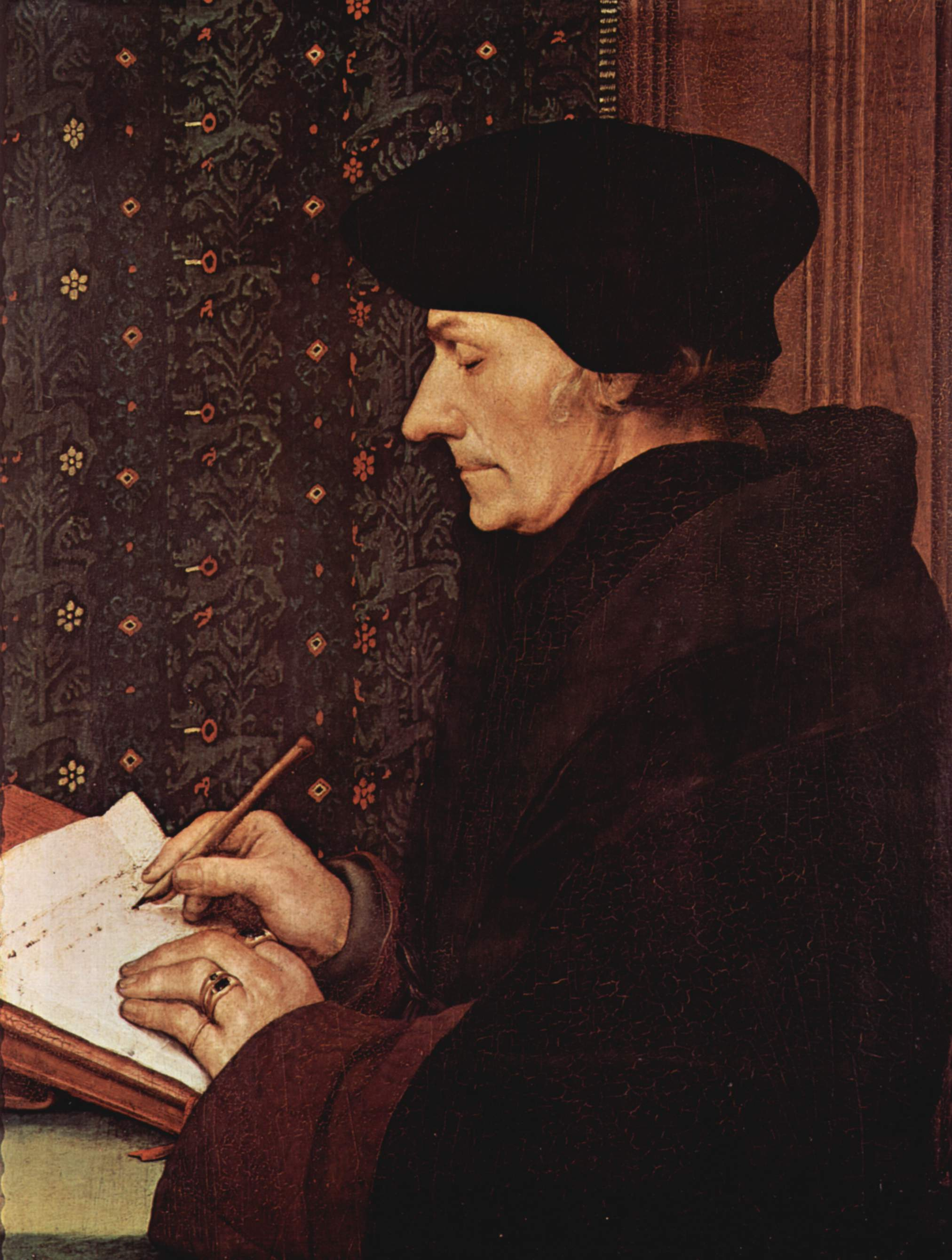
Erasme per Hans Holbein el Jove, 1523

Entre 1506 i 1509, Erasme va viure a Itàlia, la major part del temps treballant en una impremta. Diverses vegades més se li van oferir treballs seriosos i ben pagats, especialment com a professor, a la qual cosa ell responia que preferia no acceptar, perquè el que guanyava a la impremta, tot i que no era gaire, li resultava suficient.
A partir d'aquestes connexions amb universitats i amb escriptors que anaven a la impremta, Erasme va començar a envoltar-se de qui pensaven com ell i rebutjaven els abusos de l'Església. La fama d'Erasme es va estendre progressivament per tot Itàlia, i les seves idees sobre l'elevació intel·lectual i religiosa van començar a conèixer-se i discutir, però no tots simpatitzaven amb Erasme, ja hi havia qui rebutjaven les idees que tenia, i aquests opositors van començar a criticar-lo tant en públic com en privat. Pot ser que aquesta fos la causa per la qual l'erudit va abandonar Itàlia i es traslladà a Basilea, Suïssa.

### La lluita contra la disciplina i les institucions

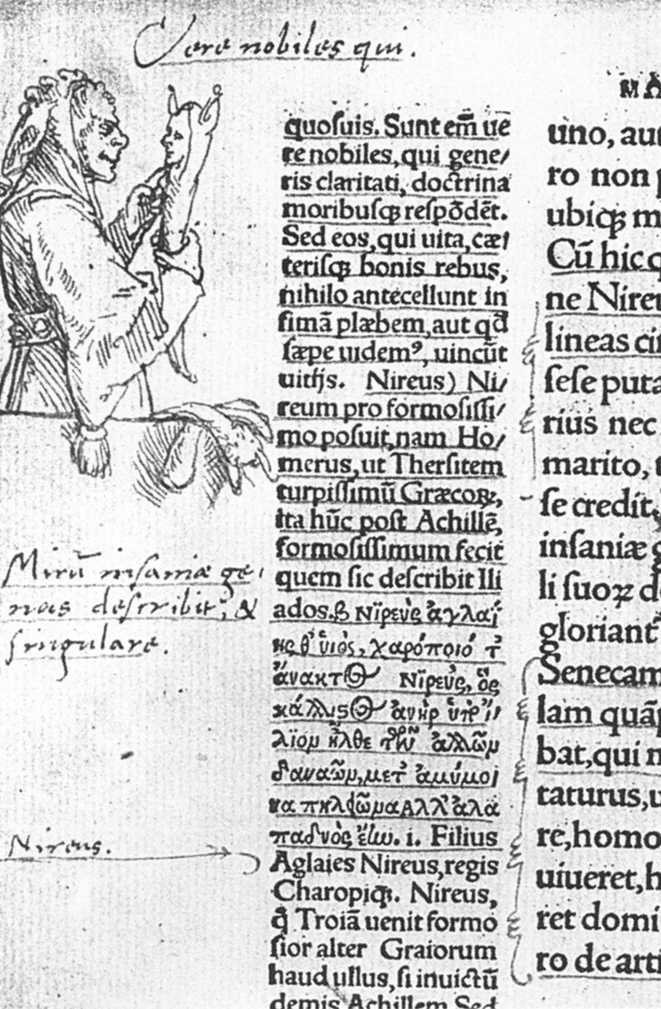
Dibuix de Hans Holbein el Jove en els marges de l'exemplar pertanyent a Oswald Myconius, de l'edició de 1515 de l'Elogi de la follia, d'Erasme

No se sap en quina de les tres institucions educatives en les quals va estar internat Erasme va ser la causant del profund rebuig que va sentir tota la seva vida cap a l'autoritat. Va poder ser l'escola primària (dels 8 als 13 anys), el convent agustí (dels 16 als 22) o la Universitat de París (a mitjans de la dècada de 1490), quan tenia més de 24 anys.
Com a resultat de la seva estada en alguna d'aquestes, o en les tres, Erasme va desenvolupar un sentiment de rebuig davant l'Església catòlica i va arribar a la conclusió que tant les escoles com les universitats i, en general, aquesta Església, impedien pensar lliurement. Des de llavors, es va oposar a qualsevol mena d'autoritat i va buscar més llibertat llegint els escriptors de Grècia i Roma, ja que ells van viure en els temps en què encara el cristianisme no havia triomfat. Potser foren els mètodes de disciplina que en les tres escoles s'aplicava (com a tot arreu) per "trencar la voluntat" dels alumnes, la qual cosa el va portar a distanciar-se de les autoritats. El que ningú podia preveure era que la voluntat d'Erasme es resistiria a ser "trencada" fins al mateix dia de la seva mort. D'altra banda, s'enfurismava en veure la "disciplina" que s'aplicava als nens, mentre els monjos gaudien relaxadament contrariant els mateixos principis que ensenyaven.
A la universitat es va adonar que, en comptes d'ensenyar-hi les noves idees, el que s'ensenyava eren teories antiquades dels primers segles de l'edat mitjana, i que en comptes d'avançar i estar més avançats que la resta de la societat, anaven cap enrere i es negaven a canviar. Aquesta actitud va rebre sempre els seus atacs.
Erasme va decidir aviat que podia fer alguna cosa per revertir la situació: amb les idees dels seus amics dels monestirs agustins i algunes altres idees de John Colet, va començar a analitzar detingudament els llibres més importants de les antigues civilitzacions grega i romana, tractant de modernitzar-ne els continguts i intentant aplicar-los a la vida de la societat en la qual ell vivia, tractant d'extreure el més significatiu d'aquests textos antics però brillants, perquè qualsevol persona pogués entendre'ls, penetrar en el seu significat.
Mai va deixar de lluitar contra la presó espiritual que observava a tot arreu, en totes les institucions educatives, intel·lectuals, polítiques i socials de la seva època. Això li implicaria nombrosos problemes al llarg de la seva carrera.

### Els inicis literaris
Trobant-se en la tranquil·la i bella ciutat de Basilea, on, segons va escriure, es va veure obligat a retirar-se a causa de les "persecucions" italianes, Erasme va sentir la calidesa d'aquest país que el va rebre amb hospitalitat i cordials atencions, i un cop més es va envoltar d'amics i seguidors que havien començat a creure en ell i en les seves idees.
Va ser allà on va començar a escriure. Ho va fer a una edat ja madura i tardana per al normal en aquella època, perquè considerava que qui no sap escriure bé, sempre s'equivoca en expressar o transmetre un missatge. Per això, es va preocupar primer d'esdevenir un veritable mestre en l'ús de la prosa en llengua llatina. Va ser l'idioma més clar que va trobar, el més apropiat per a transmetre idees complexes, i el més útil per a transmetre les seves idees a tot Europa.

### Els cops contra l'Església
Les polèmiques d'Erasme contra l'Església han estat mal interpretades amb freqüència. Erasme estava d'acord amb la doctrina catòlica i amb la forma d'organització de l'Església. El que li molestava n'eren altres situacions.
La veritable raó de l'enfrontament és que Erasme volia utilitzar la seva formació universitària i la seva capacitat per a transmetre idees, per a aclarir les doctrines catòliques i fer que l'Església permetés més llibertat de pensament. Aquests dos objectius no eren compartits pels bisbes i arquebisbes d'aquests temps (Segle XVI).
Des del seu treball d'acadèmic versat tant en la doctrina com en la vida monacal, Erasme va creure que la seva obligació era alliberar l'Església de la paràlisi a què la condemnaven, la rigidesa del pensament i les institucions de l'edat mitjana, ja que ell creia que el Renaixement era una manera de pensar fonamentalment nova. La tradició i les idees de l'edat mitjana no tenien ja lloc en el món, i ell, el "croat de la rectitud", havia de ser l'encarregat de canviar l'estat de coses.
Si es considera que la convicció d'Erasme era educar, perquè l'estudiant pogués dubtar de l'administració i els assumptes públics de l'Església i del govern, les seves aparents contradiccions desapareixen, i comença a visualitzar amb claredat l'enorme coherència de la seva obra, mantinguda amb fermesa al llarg dels anys i les dècades.

### Obres centrals

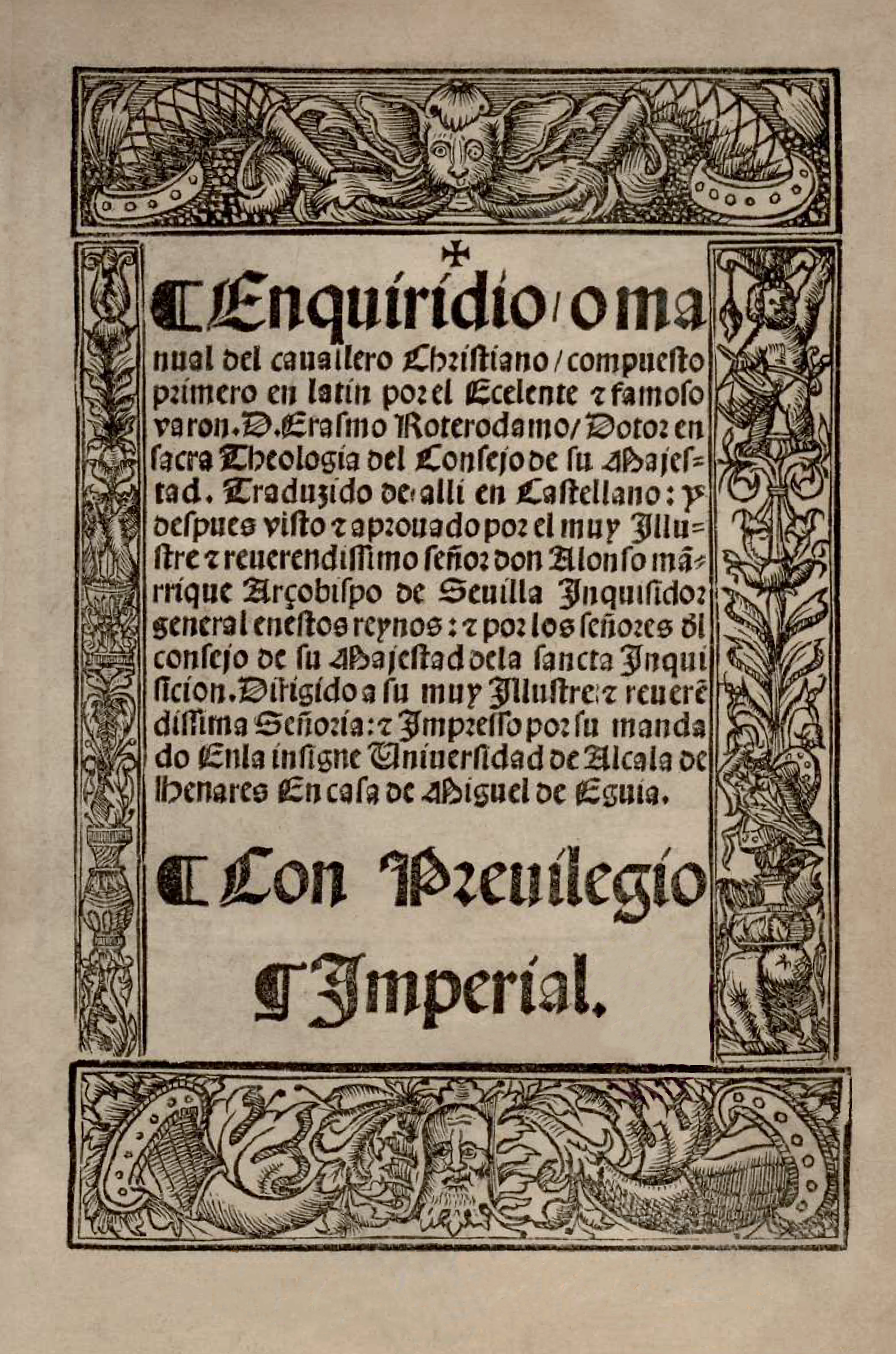
Enchiridion militis Christiani (1503).

El 1503, Erasme publica el primer dels seus llibres més importants: l'Enchiridion Militiis Christiania (Manual del soldat cristià, anomenat a vegades La daga de Crist). En aquest petit volum, Erasme explica els principals aspectes de la vida cristiana, i després passaria la resta de la seva vida desenvolupant-los i aprofundint-hi.
La clau de tot, diu en el llibre, és la sinceritat. El mal s'oculta dins del formalisme, dins del respecte cec per la tradició, dins del consum innecessari, dins de les organitzacions que es neguen a canviar, però mai en l'ensenyament de Crist.
Durant la seva estada a Anglaterra, començà un estudi profund dels llibres del Nou Testament, per preparar-ne una nova edició en traducció llatina. Publicada per Johann Froben a Basilea el 1516, la versió erasmiana d'aquests llibres va fer que s'aprofundissin els estudis bíblics durant el procés de la reforma protestant. De fet, en aquesta nova traducció es va basar Martí Luter per dur a terme el seu transcendental estudi científic de la Bíblia, del qual trauria el fonament per a les seves idees posteriors. Per això, el treball d'Erasme va tenir conseqüències històriques que continuen fins al dia d'avui i se'l troba en la mateixa gènesi del protestantisme i de les noves esglésies cristianes.
La traducció que Erasme va fer de la Bíblia és la base de la versió anglesa, coneguda com a Bíblia King James (lit. 'del rei Jaume'). Té la virtut de representar la primera aproximació des de temps de la versió de la Vulgata d'un acadèmic per traduir amb certesa el contingut de la Bíblia. En un gest que sol interpretar-se com de profunda ironia, Erasme va dedicar la seva versió de la Bíblia al papa Lleó X, que representava tot el que l'escriptor odiava de l'Església i l'estat.
Tot just publicat el text, Erasme emprèn immediatament l'escriptura de la seva sorprenent Paràfrasi del Nou Testament, la qual en diversos volums i en un llenguatge senzill i popular, posa a l'abast de qualsevol que sabés llegir, els continguts complets dels Evangelis, aprofundint amb precisió fins i tot en les seves idees més complexes. Com tota l'obra d'Erasme, l'original estava escrit en llatí, però el seu impacte en la societat en l'època del Renaixement va ser tan gran que immediatament la va traduir a totes les llengües comunes dels països europeus. A Erasme, li van agradar i va agrair aquestes traduccions, perquè comprenia que posarien la seva obra a l'abast de moltíssima gent, cosa que mai podria aconseguir l'original en llengua llatina.

### Erasme i Luter
Martí Luter va ser el primer a rebel·lar-se amb èxit contra l'Església catòlica i crear, amb les seves idees, una Església a banda i diferent de la catòlica. Luter va dir en moltes ocasions que una de les seves fonts d'inspiració era la traducció que Erasme havia fet de la Bíblia; aquesta traducció havia captivat immediatament l'atenció del gran reformador que, com ja hem dit, la va analitzar detalladament fins al final de la seva vida. L'amor de Luter per aquesta versió va desencadenar una cascada de traduccions que, per primera vegada, va posar al Nou Testament a l'abast de la gent que no sabia llegir l'idioma llatí. El 1522, sis anys després de la publicació d'Erasme, Luter la va traduir per primera vegada a l'alemany. Al seu torn, la versió alemanya de Luter va ser la base de la primera traducció de William Tyndale a l'anglès el 1526.
Els seguidors de Martí Luter van pul·lular furiosament per tot Europa un any després de la publicació del Nou Testament llatí d'Erasme de Rotterdam, cosa que va posar el traductor en una difícil crisi d'exposició pública. Luter va cridar als quatre vents que el treball d'Erasme l'havia ajudat a veure la veritat, de manera que la mirada de l'Església va començar a caure sobre Erasme, que suposadament havia fet el pas inicial de la Reforma que acabaria per dividir el cristianisme.
Aquesta situació no va ser fàcil per a Erasme, sent com era el seu caràcter i la poca simpatia que sentia per l'Església i pel papa. El conflicte entre l'Església i els luterans es va fer evident per a tothom, i tots dos bàndols van exigir immediatament als que no havien pres partit que triessin un costat de la polèmica.
Això mateix li va passar a Erasme, que a sobre estava a la cúspide de la fama per les seves importants obres literàries. El que ni Luter ni el papa comprenien era que, en la mentalitat individualista del savi, posar-se del costat de catòlics o de protestants li resultava igualment repugnant. No estava disposat a col·laborar amb cap dels dos bàndols, perquè li importava més la seva llibertat de pensament i la seva independència individual i intel·lectual. Sabia, per descomptat, que aquesta llibertat es perdria si s'unia a qualsevol dels bàndols. Es va negar a prendre partit i aquesta va ser una jugada perillosa.

### El conflicte religiós
Al llarg de tota la seva vida, Erasme havia estat conseqüent en les seves crítiques als poders establerts i als abusos que els mals religiosos en feien. En veure's involucrat en el parany de prendre partit, va haver de donar explicacions i dir públicament que els seus atacs mai s'havien dirigit contra l'Església com a institució ni menys contra Déu com a font d'intel·ligència i justícia, sinó només als mals bisbes i frares que guanyaven diners venent el paradís i cometent altres delictes religiosos com la simonia.
Erasme va poder sortir-se amb la seva i van deixar-lo, principalment perquè el seu brillant treball amb la Bíblia confirmava la seva fe i la seva enorme difusió pública l'havia convertit en un personatge estimat i admirat per catòlics i protestants per igual.
No obstant això, en general, Erasme estava d'acord amb les idees de Luter (o millor dit, Luter estava d'acord amb les idees d'Erasme), especialment en les crítiques sobre la manera d'administrar l'Església. A més, Luter i Erasme es van fer amics personals, i el reformador Luter va ser una de les poques persones a qui Erasme reconeixia públicament admirar. L'alemany, d'altra banda, sempre va defensar les idees d'Erasme argumentant que eren el resultat d'un treball net i d'una ment superior.
Però la situació no podia durar: Luter va començar aviat a pressionar Erasme perquè aquest es presentés com la cara visible dels reformistes, a la qual cosa, per descomptat, l'holandès es va negar completament. Per la seva banda, el papa també pressionava Erasme perquè aquest ataqués els protestants. La negativa de treballar per a un bàndol o l'altre va ser interpretada per tots dos com a covardia i deslleialtat. L'Església el va acusar amb una frase cèlebre: "Vostè va pondre l'ou i Luter el covà", a la qual el teòleg respongué amb la no menys coneguda ironia: "Sí, però jo esperava un pollastre d'una altra classe".

### Les cartes amb Luter i d'altres
Les cartes d'Erasme són interessants: n'hi ha de 500 personatges dels més destacats del món de la política i el pensament que li escrivien per demanar la seva ajuda, el seu suport o el seu consell. Molts d'aquests van respectar la paraula d'Erasme, però no pas tots. Tot i la seva magnífica varietat, quantitat i qualitat, el més interessant de la correspondència d'Erasme és el seu interminable intercanvi amb el líder protestant Martí Luter.
Des del mateix inici de la seva relació, Erasme i Luter intercanviaren multitud de cartes, que es conserven i llancen una important llum sobre els seus caràcters i el tipus de relació que els va unir.
En els primers missatges, el reformador no es cansa de lloar exageradament el treball realitzat per Erasme a favor d'una major i millor cristiandat, però sense fer menció a la reforma que ell mateix pensava emprendre. Més endavant, comença a pregar i després a exigir a Erasme que abandonés el catolicisme i que donés suport al recentment format bàndol protestant.
Erasme respon amb paraules de comprensió, respecte i simpatia cap a la causa reformista, però, com era habitual en ell, es negava amablement a comprometre amb cap mena d'actitud partidista. Explica a Luter que el fet d'esdevenir un líder religiós protestant destruiria la seva reputació com a estudiós i posaria en perill les seves obres de pensament pur, un treball que li havia portat dècades i que era el seu únic interès i l'objectiu de la seva existència.
Luter li respon que, al revés del que opina Erasme, l'única manera de poder efectuar una reforma real i completa de l'Església és abandonant els llibres i convertint-se de fet en un líder espiritual del poble.
Erasme reconeix que la gran aportació de Luter ha estat reunir i organitzar els fins llavors escampats intents de reforma, li agraeix les seves atencions i la seva valentia, però es nega definitivament a unir-se a ell en la seva tasca.

### Correspondència amb Joan Lluís Vives
Erasme i Joan Lluís Vives mantingueren una correspondència notable i interessant. Aquest darrer es considerava deixeble i amic d’Erasme.

### Darrers anys
Erasme va passar els darrers anys de la seva vida assetjat tant per catòlics com per reformadors. Aquests temps van ser amargats per dures disputes amb individus als quals Erasme havia estimat i respectat en el passat, però que no li van perdonar el fet de no haver volgut prendre partit i intentaven desprestigiar-lo.
La més notable disputa dialèctica va ser la que va sostenir amb Ulrich von Hutten, un estudiós brillant però de caràcter inestable que s'havia bolcat al luteranisme amb tota la força del seu cor. Hutten va dir que "Erasme, si li quedava una mica de decència, havia de fer el mateix". En el seu llibre de 1523, acusa Hutten d'haver mal interpretat el seu suport a la reforma i reafirma la seva fèrria determinació de no prendre partit en la disputa, fossin els que fossin els arguments que les parts en pugna intentessin utilitzar per a convèncer-lo.
La ciutat suïssa de Basilea, on residia Erasme, es va adherir oficialment el 1529 a la Reforma, per la qual cosa el savi es va allunyar d'allí i establí la seva residència a la ciutat imperial de Friburg de Brisgòvia. La poblaven molts catòlics, i sembla que va resultar més fàcil per a Erasme mantenir la seva independència intel·lectual allà que a la fanàticament protestant Basilea. Erasme va continuar a Friburg amb la seva incansable activitat literària, i arribà a concloure la seva obra més important d'aquest període: l'Eclesiastès, paràfrasi del llibre bíblic del mateix nom, en la qual l'autor afirma que la tasca de predicar és l'únic ofici veritablement important de la fe catòlica.
En l'última obra del pensador, titulada Preparació per a la mort, assegura que haver portat una vida honesta és l'única condició per a aconseguir una "mort feliç".
Poc després de la publicació d'aquest llibre, per motius desconeguts, Erasme es va desplaçar un cop més a la ciutat de Basilea. Feia sis anys que n'havia marxat, i immediatament es va acoblar a la perfecció amb un grup d'estudiosos (anteriorment catòlics) que ara analitzaven detalladament la doctrina luterana. Va ser aquesta l'última ruptura amb el catolicisme, que mantindria fins a la seva mort.
El notable Erasme va morir a Basilea el 1536. El lema de tota la seva vida va ser:
| « | "Quan tinc una mica de diners, em compro llibres. Si sobra alguna cosa, em compro roba i menjar" | » |

## Importància i a la cultura

### Homenatges pòstums

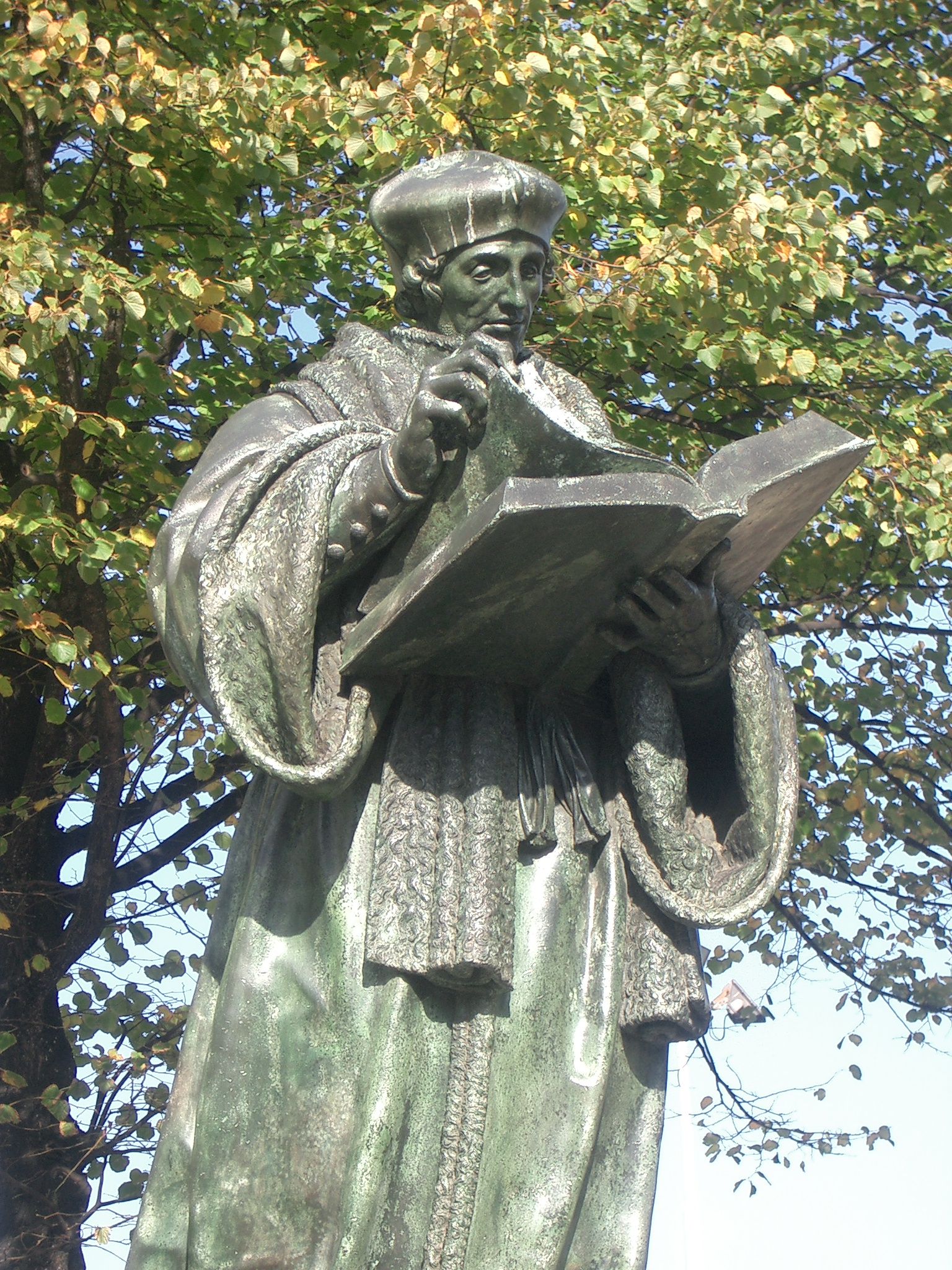
Estàtua d'Erasme

Erasme ha estat homenatjat innombrables vegades. Hi ha multitud d'escoles i universitats que porten el seu nom, començant per la Universitat de Rotterdam.
La Xarxa de la Comunitat Europea per a Intercanvis Acadèmics porta, així mateix, el seu nom, en homenatge al caràcter multinacional i europeista del filòsof humanista (programa Erasmus).

### Erasmistes
Erasmistes a la Península Ibèrica:
- Joan Lluís Vives i March
- Juan de Vergara
- Alfonso de Valdés
- Juan de Valdés
- Pedro Mexía
- Andrés Laguna
- Miguel de Cervantes
- Juan López de Hoyos

### Erasme en l'art
Erasme va ser representat en retrats per diversos pintors; alguns van arribar a conèixer-lo, però d'altres van haver de recórrer a imatges alienes. Entre els seus primers retratistes, es compta Quentin Metsys, una efígie pintada per ell va ser presa com a model per Dürer per a un retrat gravat d'Erasme, gens fidel als seus trets, segons ell mateix va jutjar.
Hans Holbein el Jove va ser el principal retratista d'Erasme; va pintar diverses versions de la seva efígie i ell li va donar cartes de recomanació perquè obtingués una bona feina a Londres. Cap al 1630, Anton van Dyck es va basar en un d'aquests retrats, de 1530, per a un gravat destinat a la seva sèrie iconogràfica. Si bé no va completar el gravat per deficiències tècniques, la planxa va arribar a imprimir-se en diverses edicions que són ara molt cotitzades. Un altre gravat va ser realitzat en dates pròximes per Lucas Vorsterman.

## Obres destacades[7]

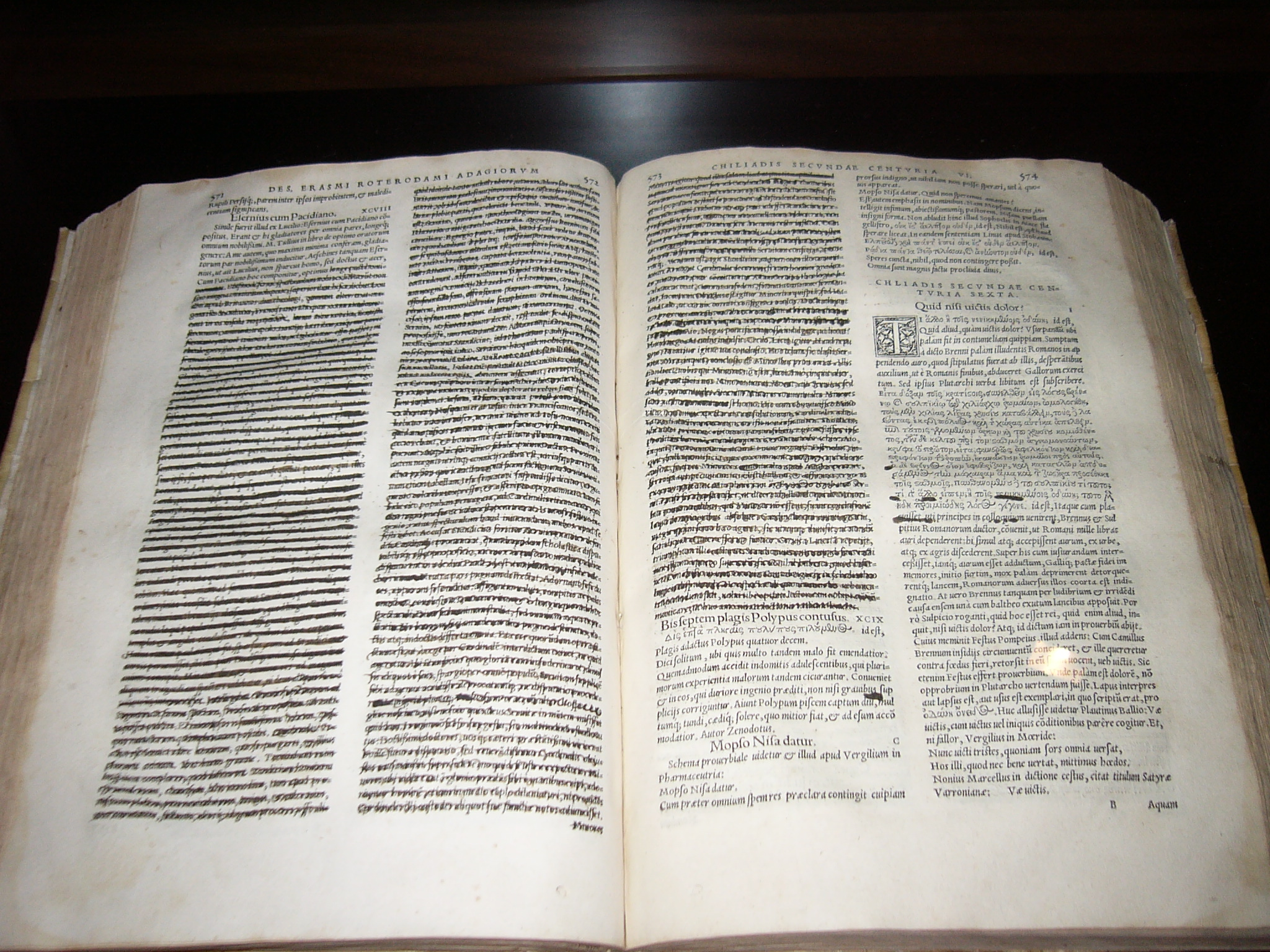
Text d'Erasme de Rotterdam ratllat per la Inquisició

- Collectanea Adagiorum (1500), reeditada com a Adagiorum chiliades (1508)
- Enchiridion militis christiani (1504)
- Morias Enkomion o Elogi de la follia (1509-1511)
- De libero arbitrio diatribe sive collatio (1524)
- Colloquia familiaria (edició definitiva de 1533)

### Traduccions al català
- No puc no parlar. Antologia dels Adagis. Traducció i introducció de Joan Tello i Brugal. Girona: Ela Geminada, 2018.
- Eduqueu els infants ben aviat en les lletres. Traducció de Laura Cabré i pròleg de Gregorio Luri. Martorell: Adesiara, 2015.[8]
- Manual del cavaller cristià. Traducció i introducció de Jaume Medina. Barcelona: Proa, 1991.
- Elogi de la follia. Traducció de J. Pin i Soler. Barcelona: 1910 i traducció de Jaume Mediana. Barcelona: Edicions 62, 1982.
- Llibre de la civilitat pueril.Traducció de J. Pin i Soler. Barcelona: 1912.
- Col·loquis familiars. Traducció de J. Pin i Soler. Barcelona: 1911-1912.
- Juli despatxat a les portes del cel. Traducció d'Antoni Seva. València: PUV, 2013.

### Censura
Totes les obres d'Erasme van ser censurades i incloses en l'Índex d'obres prohibides pel Concili de Trento. De manera semblant, van ser denunciades per la majoria dels pensadors protestants.